# 破六韓常
破六韓 常（はろくかん じょう、生没年不詳）は、中国の北魏末から東魏にかけての軍人。字は保年。本貫は附化郡（現在の山西省寿陽県の北）。

## 経歴
破六韓氏は匈奴の単于の末裔とされる。右谷蠡王潘六奚が魏で没し、その子孫が潘六奚を氏としたが、後世の人が誤り伝えて破六韓氏としたという。正光5年（524年）、一族の破六韓抜陵が乱を起こすと、破六韓常の父の破六韓孔雀はその下で大都督・司徒・平南王となった。のちに孔雀は爾朱栄に降伏して、平北将軍・第一領民酋長となり、死去した。
破六韓常は孔雀の末子であった。沈着で胆力があり、騎射を得意として、北魏の平西将軍に累進した。普泰元年（531年）に高歓が起兵すると、破六韓常は附化郡太守となった。のちに右衛将軍となった。天平3年（536年）6月、万俟普・万俟洛・叱干宝楽らとともに東魏に帰順した。撫軍となり、高歓の征戦に従って車騎大将軍・開府に上り、平陽公に封じられた。のちに洛州刺史に任じられた。太谷道の南に城を築くよう高澄に進言して容れられ、高澄は大司馬の斛律金らを派遣して楊志・百家・呼延の三鎮を築かせた。破六韓常は晋陽に帰ると、太保・滄州刺史を務め、死去した。尚書令・司徒公・太傅・第一領民酋長の位を追贈され、諡を忠武といった。

## 伝記資料
- 『北斉書』巻27 列伝第19
- 『北史』巻53 列伝第41